# Christopher Ruiz
Pour les articles homonymes, voir Ruiz.
Pas d'image ? Cliquez ici

a Compétitions nationales et continentales officielles uniquement.

b Matchs officiels uniquement.
Dernière mise à jour le 17 mai 2016.
Christopher Ruiz, né le 29 mai 1984 à Perpignan, est un joueur franco-espagnol de rugby à XV, évoluant en 2018 à l'USA Perpignan au poste de demi d'ouverture.

## Biographie
Le samedi 16 février 2013, il participe grandement à la victoire de son équipe en inscrivant 27 points face au club de Sébastien Chabal et Lionel Nallet, le LOU (Lyon) (victoire 32 à 21),.
En octobre 2013, sollicité par Jean-Michel Aguirre, il choisit de jouer pour l'Espagne, le pays natal de son père. 
En janvier 2018, il devient le joker médical de Jacques-Louis Potgieter et rejoint l'USAP.

## Clubs successifs
- Arles-sur-Tech
- ?-2005: USA Perpignan
- 2005-2016 : RC Narbonne
- 2016-2018 : US Oyonnax
- 2018- : USA Perpignan

## Palmarès

### En club
- Champion de France de Pro D2 en 2018 (avec Perpignan)
- Champion de France de Pro D2 en 2017 (avec Oyonnax )
- Champion de France espoirs 2005 (avec Perpignan).

### En sélection nationale

#### France
- International universitaire
- International -21 ans (2 sélections en 2005 contre le Pays de Galles & l'Irlande)

#### Espagne
- Équipe d'Espagne de rugby à XV (à partir de 2013)